# جواز سفر داخلي

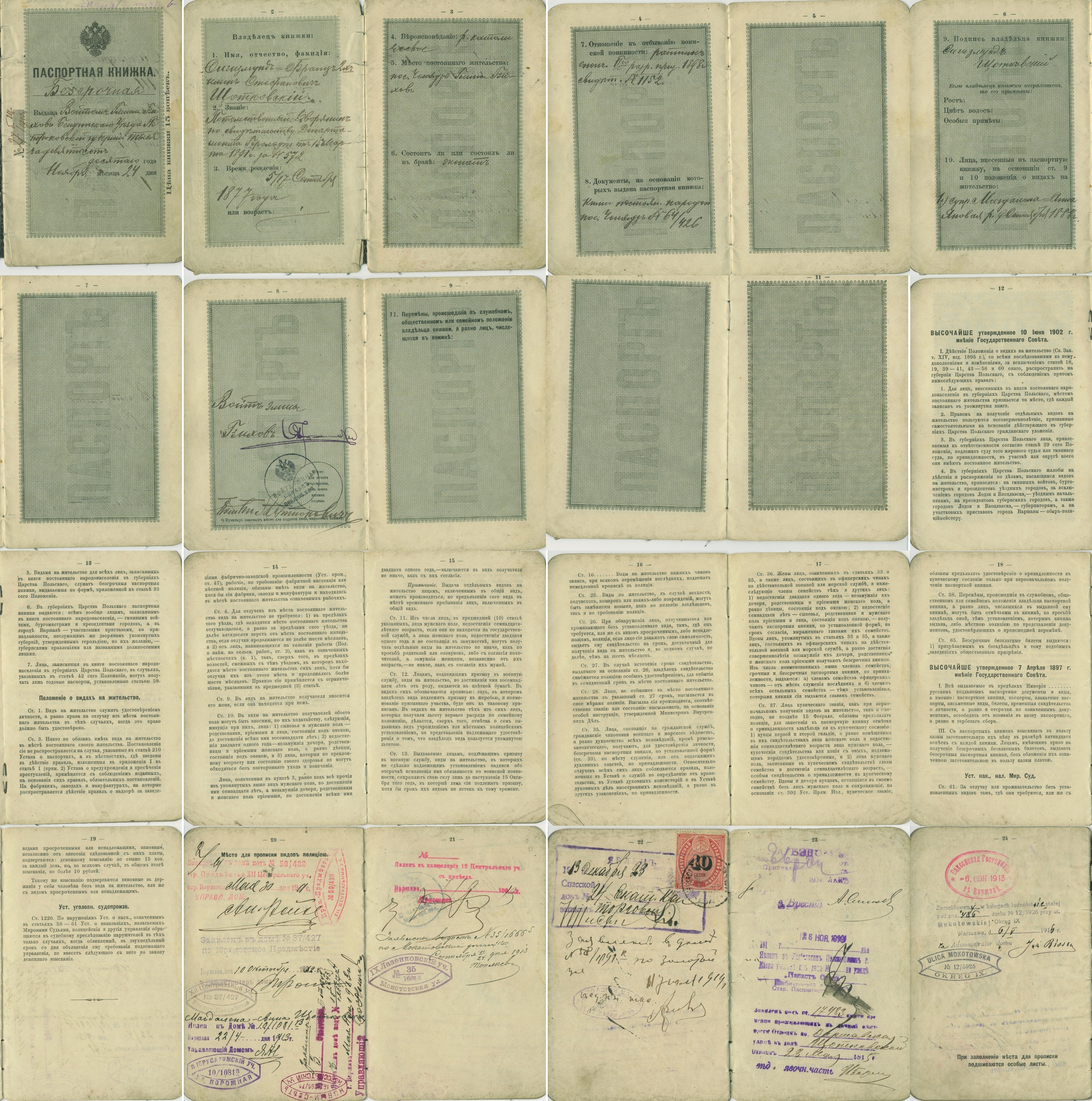
صفحات من جواز سفر داخلي أصدرت في 1910 في الإمبراطورية الروسية

جواز سفر داخلي هو بطاقة شخصية يستخدم في بعض الدول للتحكم في التنقل الداخلي والإقامة للشعب. الدول التي تستخدم جواز سفر داخلي حاليا هي روسيا، أوكرانيا، الصين، و‌كوريا الشمالية. في أوزبكستان حتى لو أن المواطنين يصدر لهم جواز سفر واحد إلا أن هناك تطبيق قيود شديدة على الحركة في البلاد خصوصاً في عاصمة البلاد طشقند. في الماضي، جواز السفر الداخلي كان يستخدم في الإمبراطورية الروسية، فرنسا، الولايات الكونفدرالية الأمريكية، الاتحاد السوفيتي الدولة العثمانية، جنوب أفريقيا ودول أخرى.